# 李煥
李 煥（り かん、1917年〈民国6年〉9月24日 - 2010年〈民国99年〉12月2日）は、中華民国の政治家。字は錫俊。湖北省漢口（現：武漢市）出身。行政院長、教育部長、総統府資政などを歴任した。国立中山大学の台湾での再設立に携わり、初代学長も務めた。1990年（民国79年）の総統選挙候補を巡る党内抗争（二月政争）に関与し、実権を失った。

## 生涯
1917年（民国6年）9月24日、湖北省漢口（現：武漢市）に生まれる。幼少期から高校卒業までの間はフランス租界の北西に位置する三徳里に暮らしていた。
上海の復旦大学政治系を卒業し、戦時中は重慶の中央幹部学校（現：国立政治大学）に在籍しながら中国国民党（国民党）の青年工作や宣伝に携わった。その後アメリカ合衆国のコロンビア大学ティーチャーズ・カレッジで修士号を取得し、帰国して国立政治大学の教授となった。1946年（民国35年）から1948年（民国37年）の間は瀋陽日報社の社長を務め、台湾に移った後に国民党中央に入り、中央青年部処長、中国青年救国団主任、台湾省党部主任委員、青年輔導委員会（現：教育部青年発展署）主任委員などを歴任した。
1976年（民国65年）10月10日、台湾独立連盟（現：台湾独立建国連盟）のメンバーである王幸男から送られた郵便爆弾によって手を負傷した。
1977年（民国66年）11月19日、国民党から追放されていた台湾省議会議員の許信良が無所属で桃園県長選挙に出馬し、これに対抗するために国民党が投票で不正を行ったという噂が広まって暴動に発展した（中壢事件）。事件を受け、許信良を応援していた李煥は失脚し、代わって王昇が党内での勢力を拡大させた。
1978年（民国67年）から1980年（民国69年）までの間に中国電視公司の董事長を務めた後に高雄に移住し、高雄に再設立された国立中山大学の初代学長に就任した。1987年（民国76年）には兪国華内閣で教育部長に就任した。1989年（民国78年）から1990年（民国79年）にかけて行政院長を務め、政治家としての絶頂期を迎えていた。
蔣経国死後に勃発した党内抗争（二月政争）では当初李登輝を支持していたが、突如として反李登輝派（非主流派）に転向した。転向の詳しい理由は明らかになっていない。1990年（民国79年）の総統選挙で李登輝は李元簇を副総統候補に指名する方針を明らかにし、これに反対した李煥・郝柏村・林洋港などの非主流派は李登輝の選任案を覆そうと目論んだが失敗に終わった。その後、李登輝は国防部長だった郝柏村を行政院長に任命して李煥を辞職させた。これによって李煥は失脚し、軍人出身の郝柏村も行政院長への任命によって軍から離れることになり、権力を喪失した。行政院長の座から降りた後は総統府資政、国民党中央委員会常務委員、国民党中央評議委員会などの閑職に留まり、政治の表舞台からフェードアウトしていった。
2007年（民国96年）3月17日、会議に出席するために自宅を出たところで転倒して額と鼻に複数の傷を負ったが、30針ほど縫う程度で済み、大事には至らなかった。
2010年（民国99年）12月2日、肺炎と呼吸不全・多臓器不全を併発して台北栄民総医院で死去した。93歳没。遺体は、妻の潘香凝も葬られている新北市三芝区の北海墓園に埋葬された。12月19日、馬英九総統は李煥に対し表彰を行った。

## 家族
- 妻 - 潘香凝：第1期国民大会代表を務め、2001年（民国90年）に病死した。
- 長男 - 李慶中：環境保護署副署長を務めたが、甲等特種考試で不正を働いたことを1993年（民国82年）に立法委員の陳水扁が暴露し、辞職した[11]。
- 長女 - 李慶珠：僑務委員会第二処長を務めたが、甲等考試で論文を盗用したことを1994年（民国83年）に陳水扁が暴露し、合格を剥奪された[12]。
- 次男 - 李慶華（中国語版）：立法委員在任中の2007年から2016年（民国105年）までの間、立法院から532万元の補助金を不正に取得し、前妻への慰謝料や旅行・住宅ローンの支払いに充てたとして汚職の疑いで起訴された。国外に逃亡し、現在指名手配されている[13]。
- 次女 - 李慶安（中国語版）：台北市議会議員や立法委員を務めたが、アメリカ合衆国に帰化した身（二重国籍）でありながら公職に就いていたことが判明し、一審で詐欺罪の有罪判決を受けたが、二審で無罪となった[14]。